# 布哈提
布哈提，全名布哈提·哈纳皮牙（1897年—1941年），哈萨克族，中华民国政治人物，曾任阿山专员。
1941年苏德战争爆发后，布哈提为响应苏联国内反叛势力颠覆苏维埃政权，乘机唆使富蕴县县长叛乱，将7名在富蕴县工作的7名苏联专家活活烧死，史称“阿山案件”或“布哈提事件”。事后，苏联外交部对此次事件提出抗议，迫于压力，1939年4月11日，盛世才逮捕布哈提等11名为首者，将他们押到迪化公开审判，被处以死刑。